# Хойно-Нове-Перші
Хойно-Нове-Перші (пол. Chojno Nowe Pierwsze) — село в Польщі, у гміні Селище Холмського повіту Люблінського воєводства.
Населення — 837 осіб (2011).
У 1975—1998 роках село належало до Холмського воєводства.

## Демографія
Демографічна структура станом на 31 березня 2011 року:
|          | Загалом | Допрацездатний вік | Працездатний вік | Постпрацездатний вік |
| -------- | ------- | ------------------ | ---------------- | -------------------- |
| Чоловіки | 431     | 77                 | 303              | 51                   |
| Жінки    | 406     | 89                 | 199              | 118                  |
| Разом    | 837     | 166                | 502              | 169                  |